# Африканська чума свиней

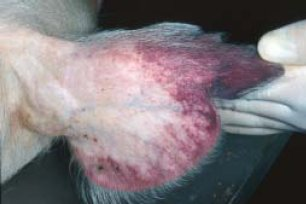
Ціаноз шкіри вушної раковини свині при африканській чумі свиней

Африка́нська чума́ свине́й (лат. pestis africana suum), африканська гарячка, східноафриканська чума, хвороба Монтгомері — висококонтагіозна вірусна хвороба свиней, яка проявляється гарячкою, синюшністю (ціанозом) шкіри та поширеними крововиливами у внутрішніх органах. Недуга належить до списку A згідно з Міжнародною класифікацією заразних хвороб тварин. Для людини африканська чума свиней — безпечна.

## Історичні відомості
Хвороба відома з початку XX століття, від перших спроб інтродукції свиней культурних порід у колоніальні країни субекваторіальної та південної Африки. Вперше зафіксована у 1903 році у Південній Африці. На першому етапі природної історії, до того, як була вивезена в Португалію (1957) та Іспанію (1960), африканська чума свиней мала стереотип типової природно-осередкової екзотичної хвороби з природною циркуляцією вірусу серед популяцій диких африканських свиней, внутрішньородинною передачею і перебігом у вигляді персистентної толерантної інфекції; при виникненні перших випадків антропургічного циклу на домашніх (неаборигенних) свинях інфекція набувала гострого перебігу з майже 100 % летальністю. На наступних етапах природної історії африканська чума свиней еволюціонувала в бік самостійного антропургічного циклу з укоріненням в південно-європейських країнах, дворазовим занесенням і поширенням у країнах Центральної та Південної Америки (1971, 1978, 1980 роки). Найважливішою епізоотологічною особливістю («підступністю») африканської чуми свиней є надзвичайно швидка зміна форм перебігу хвороби серед домашніх свиней від гострої з 100 % летальністю до хронічної і безсимптомного переносу і непередбачуваного поширення.

## Етіологія
Збудник африканської чуми свиней — ДНК-вмісний вірус родини Asfarviridae, роду Asfivirus; розмір віріону 175—215 нм. Йому характерна виражена варіабельність вірулентних властивостей, високостійких до факторів середовища: зберігається в діапазоні рН від 2 до 13, тривалий час — від тижнів до місяців. Також зберігається в продуктах свиного походження, які не мали термічної обробки (соління та сирокопчені харчові вироби, харчові відходи, які використовують для годування свиней). Встановлено декілька сероімуно- і генотипів вірусу африканської чуми свиней. Його знаходять в крові, лімфі, у внутрішніх органах, секретах і екскрементах хворих тварин. Вірус стійкий до висушування та гниття; при температурі 60 °C інактивується протягом 10 хвилин. Його культивують в культурах клітин лейкоцитів і кісткового мозку свиней; він має цитопатичну дію та гемадсорбуючі властивості.

## Епізоотологія
У природних умовах на африканську чуму свиней можуть занедужати як свійські, так і дикі свині будь-якого віку. Джерелом збудника інфекції є хворі тварини та вірусоносії. Здорові свині заражаються при спільному утриманні їх з інфікованими вірусоносіями. Збудник передається через корм, пасовища, транспортні засоби забруднені випорожненнями хворих тварин. Використання для корму незнезаражених харчових відходів також сприяє поширенню хвороби. Механічними переносниками вірусу можуть бути птахи, люди, домашні та дикі тварини (зокрема, гризуни), нашкірні паразити (деякі види кліщів, зоофільні мухи, воші), які контактували з хворими свинями та трупами тварин. Осередками вірусу в природі є африканські дикі свині та кліщі роду Орнітодорос.

## Епізоотії в Україні
Фахівці Держветфітослужби за період з 2012 року в Україні зареєстрували 36 випадків африканської чуми свиней, 19 серед яких — протягом 8 місяців 2015 року. Наприкінці липня 2015 року на одному зі свинарських гоподарств у Київській області було виявлено цю хворобу. Господарство утримувало понад 60 тис. свиней, усіх їх вимушені були знищити. З метою боротьби із захворюванням влітку 2015 року у низці областей України здійснювався відстріл диких свиней у місцях виявлення збудника в природних умовах. Такі заходи здійснювали в Київській, Рівненській, Житомирській, Полтавській і Сумській областях. Наприкінці жовтня 2015 року африканську чуму свиней було виявлено на півдні України — в Одеській і Миколаївській областях. У листопаді 2015 року — у підсобному господарстві Черкаської виправної колонії № 62 в Черкаської області, де утримували 270 свиней, і в підсобному господарстві Білоцерківського національного аграрного університету, де утримували понад 1500 голів свиней. У серпні 2016 року зареєстровані нові випадки хвороби в Україні — на Сумщині, Рівненщині,, а згодом, 1 вересня, — на Харківщині та на Волині. У грудні 2016 випадки захворювання було виявлено в Житомирській, Миколаївський і Полтавській областях.
27 вересня 2023 року в Голосіївському районі Києва зафіксували спалах африканської чуми свиней. Епізоотичним джерелом хвороби визначили труп свині в лісопарку «Конча-Заспа», де з того ж дня встановлено карантин.

## Перебіг хвороби та клінічні ознаки
Залежно від кількості збудників, які потрапили в організм тварини, а також від її стану та перебігу хвороби інкубаційний період триває від 2 до 6 діб. Перебіг хвороби ділять на блискавичний, гострий, підгострий, рідше хронічний. При блискавичному перебігу тварини гинуть без будь-яких ознак; при гострому — у тварин підвищується температура тіла до 40,5-42,0 °C, спостерігається ядуха, кашель, з'являються напади блювання, парези і параліч задніх кінцівок. Спостерігаються серозні або слизово-гнійні виділення з носа та очей, інколи кров'янистий пронос, частіше закреп. У крові спостерігають лейкопенію (кількість лейкоцитів знижується до 50-60 %). Хворі тварини здебільшого лежать, зарившись в підстилку, в'яло піднімаються, пересуваються та швидко втомлюються. Вони мають слабкість у задніх кінцівках, хитку ходу, голова опущена, хвіст випрямлений, посилена спрага. Шкіра на внутрішній поверхні стегон, на животі, шиї, біля основи вух вкрита червонувато-фіолетовими плямами. При натисканні вони не біліють (різко виражений ціаноз шкіри). На ніжних ділянках шкіри можуть з'являтися гноячки, згодом на їх місці утворюються струпи та виразки. У поросних хворих свиноматок відбуваються викидні (абортація). Летальність, залежно від перебігу, може бути від 50 % до 100 %. Тварини які перехворіли і вижили, залишаються пожиттєвими вірусоносіями.

## Патологоанатомічні зміни

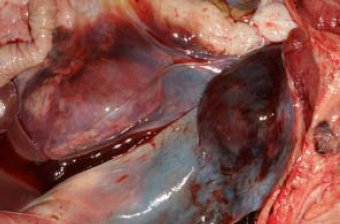
Збільшення нирки та м'язеві геморрагії при африканській чумі свиней.

Виявляють численні крововиливи в шкіру, слизові та серозні оболонки. Лімфатичні вузли внутрішніх органів збільшені, у вигляді згустків крові або гематом. У грудній та черевній порожнинах — жовтуватий серозно-геморрагічний ексудат з домішкою фібрину, інколи крові. Внутрішні органи, особливо селезінка, збільшені, з численними крововиливами. У легенях — міждольний набряк. Для гістологічної картини характерний сильний розпад хроматина ядер лімфоцитів в тканинах ретикуло-ендотеліальних систем, каріорексис в печінці.

## Діагностика
Діагноз визначають на основі епізоотологічних, клінічних, паталогоанатомічних даних, лабораторних досліджень та біопроб. Африканську чуму свиней необхідно диференціювати від класичної чуми свиней. Найнадійніший метод діагностики — реакція гемадсорбції, метод флуоресційних антитіл та біопроб на свинях, які мають імунітет до класичної чуми.

## Профілактика та засоби боротьби
Ефективних засобів профілактики африканської чуми свиней на даний час не знайдено, лікувати тварин заборонено. У випадку виявлення вогнища інфекції практикується поголівне знищення свиней безкровним методом, а також ліквідація всіх тварин у радіусі 10 кілометрів від нього. Хворих свиней, та тих, які контактували з хворими тваринами, забивають. Трупи свиней спалюють.
У господарстві, в якому виявлено африканську чуму, запроваджують карантин із зоною захисту (зона на території, яка безпосередньо межує з епізоотичним вогнищем) радіусом не менше 3 км, але не більше 10 км і зоною спостереження (нагляду) — територією радіусом до 10 км від зовнішніх меж зони захисту. Усіх тварин забивають. Трупи, залишки кормів, допоміжний малоцінний реманент спалюють. Попіл змішують з вапном та закопують. Приміщення та територію ферм дезинфікують гарячим 3 % розчином їдкого натра, 2 % розчином формальдегіда.
На відстані 10 кілометрів від небезпечного пункту все поголів'я свиней знищують, а м'ясо переробляють на консерви.
Карантин знімають через 6 місяців після останнього зафіксованого випадку загибелі тварин, а розводити свиней на даній території дозволяється не раніш, ніж через рік після відміни карантину.